# Cianat d'amoni
El cianat d'amoni és un compost inorgànic que, com tots els cianats, es constitueix com un ió de càrrega negativa o anió format per un àtom d'oxigen, altre de carboni i altre de nitrogen, units entre si mitjançant enllaços covalents, deixant una càrrega negativa. En aquest cas la base és l'amoni (NH4).
L'ió cianat té una configuració isoelectrònica amb el diòxid de carboni, i comparteix amb ell la seva geometria lineal. L'ió cianat, per altra banda, és un nucleòfil ambidentat en substitucions nucleofíliques, atès que pot reaccionar per a formar un alquilcianat R-OCN (com a excepció) o un alquilisocianat R-NCO (com a regla).

## Valor del cianat d'amoni per a la història de la química orgànica
Més enllà de les seves característiques químiques o les seves possibles utilitats, el cianat d'amoni té una importància històrica per a la química orgànica perquè sol fixar-se l'inici d'aquesta disciplina científica en el moment que el químic alemany Friedrich Wöhler, el 1828, va descobrir de forma força accidental que tal compost podia convertir-se en urea, molècula orgànica present en l'orina de molts animals, també de l'home.
Fins aquest moment, era majoritària en la química orgànica l'opinió que sustentava que per a sintetitzar compostos orgànics era necessària la intervenció de la denominada "força vital", és a dir, dels organismes vius, raó per la qual es pensava que no podien sintetitzar-se dites compostes fora d'un ésser viu. Aquesta teoria es coneix com a "teoria vitalista". El terme "química orgànica" va anar de fet encunyat en 1807 per Berzelius perquè se suposava que els components estudiats només podien trobar-se en els éssers vius.
Wöhler va tractar cianat de plom, Pb(AMB)2, amb amoníac amb la finalitat d'obtenir cristalls de cianat d'amoni, NH4OCN. Es va formar en efecte aquest compost, però al bullir la dissolució per a cristal·litzar aquesta substància va ocórrer una cosa sorprenent: Wöhler va observar que a l'evaporar la dissolució es formaven uns cristalls incolors de gran grandària, que no es corresponien amb el cianat original. L'anàlisi d'aquests cristalls va determinar que la seva composició era urea. Wöhler havia aconseguit transformar, sense voler, un element inorgànic en un orgànic. Actualment és ben sabut que el cianat amònic dissolt en aigua, sofreix, en ser escalfat, una transposició, convertint-se en urea conformement a la següent reacció: 
```
NH2
NH4-OCN ---→ OC < 
calor NH2
```

Tant pel fet que Wöhler no va reivindicar especialment el seu descobriment, com perquè el cianat d'amoni amb què havia portat a terme el seu experiment s'havia obtingut de la cremació d'ossos d'animals, la teoria vitalista no va desaparèixer de cop, sinó que va ser desplaçant-se lentament al llarg de les següents dues dècades. Wöhler reconeixeria més tard el seu descobriment en una carta a Jöns Jacob Berzelius, i escriuria les següents paraules: 

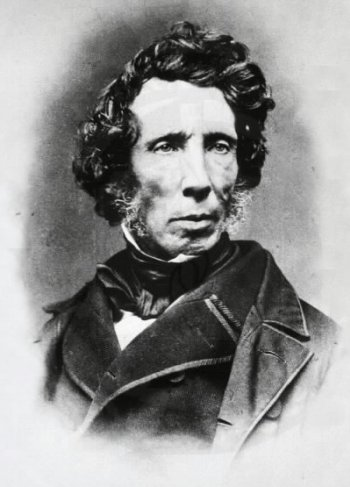
Friedrich Wöhler, pare de la química orgànica

«En una breu comunicació anterior, impresa en el volum III d'aquests Annals, afirmava que per l'acció del cianogen sobre l'amoníac líquid es formen, entre altres diversos productes, àcid oxàlic i una substància blanca cristal·litzable que no és cianat amònic, però que s'obté sempre en intentar produir-lo combinant àcid ciànic i amònic, com, per exemple, per l'anomenada doble descomposició. El fet que en la unió d'aquestes substàncies semblés canviar la seva naturalesa, donant lloc a un nou cos, va centrar la meva atenció sobre el problema; la investigació va donar l'inesperat resultat que es produeix urea per la combinació d'àcid ciànic i amoníac, la qual cosa constitueix un fet notable quant que proporciona un exemple de producció artificial d'una substància orgànica -de les anomenades animals- a partir de materials inorgànics[…]»
«[…]No vaig a descriure el comportament d'aquesta urea artificial més en detall, perquè coincideix perfectament amb el de la urea de l'orina, tal com es troba en els escrits de Proust, Prout i altres. […] En la destil·lació de la urea apareix també altra substància blanca aparentment distinta, en l'assaig de la qual m'ocupo en l'actualitat»
Donat el caràcter isòmer del cianat d'amoni i de la urea, la síntesi de Wöhler va donar motiu també a la formulació de la teoria estructural, segons la qual els compostos deuen les seves propietats fonamentalment a la seva estructura físico-química, teoria que seria desenvolupada preferentment a mitjans del segle xix per August Kekulé, Archibald S. Couper i Aleksandr Mikhailovich Butlerov.